# Abay (thị xã)
Abay (tiếng Kazakh: Абай) là một thị xã (từ 1961), tọa lạc trung tâm Kazakhstan, và được biết đến như là một trung tâm hành chính của huyện Abay thuộc tỉnh Karagandy từ năm 2002.
Abay được thành lập năm 1949, được xem như là một nơi khai thác than, được biết đến với cái tên: Sherubay-Noora (Kazakhstan: Шерубай-Нұра, tiếng Nga: Чурубай-Нура, Churubay-Nura). Năm 1961, nó được đổi tên thành Abay, theo tên của Abay Qunanbayuli, một nhà thơ, nhà soạn nhạc và nhà triết học Kazakhstan.